# José María Adán García
José María Adán García (Segorbe, 1931) es un abogado y político español. 

## Biografía
Es licenciado en derecho y diplomado en empresariales y sociología laboral. Durante sus años de estudio fue Jefe de la Falange Universitaria y del S.E.U. y director de la revista Claustro. El 1959 empezó a trabajar a la empresa Altos Hornos del Mediterráneo (AHM), en la que llegó a Jefe del servicio jurídico y de relaciones laborales. A la vez, fue consejero nacional del Movimiento y procurador a Cortes por Valencia de 1971 a 1977. Durante su legislatura, por un lado, se opuso a Blas Piñar en 1974 cuando éste se posicionó contra la ley de asociaciones de Carlos Arias Navarro. El 12 de agosto de 1976 presentó un escrito junto con los otros procuradores valencianos (entre ellos, Miguel Ramón Izquierdo, Pedro Zaragoza y José Antonio Perelló Morales) donde solicitaban la autonomía económica, administrativa y cultural de la región valenciana y el reconocimiento del valenciano como lengua vernácula en la Ley de Educación.
A la muerte de Francisco Franco colaboró con Rodolfo Martín Villa y fue nombrado gobernador civil de Logroño (1976-1978). Durante la transición democrática se mostró cercano a la UCD, pero el 1989 ingresó en el Partido Popular que lo nombró delegado de la Generalidad Valenciana en la privatización de Altos Hornos del Mediterráneo, empresa en la que había trabajado. En 1991 fue nombrado delegado de la Fundación Cánovas de Castillo en la Comunidad Valenciana.

## Obras
- Al servicio de Valencia (2005)